# Sukowarno
Sukowarno is een bestuurslaag in het regentschap Musi Rawas van de provincie Zuid-Sumatra, Indonesië. Sukowarno telt 1376 inwoners (volkstelling 2010).